# Monte Dubasso
Il monte Dubasso (1.538 m s.l.m.) è una montagna delle Prealpi Liguri (nella sezione alpina Alpi Liguri). Si trova in provincia di Cuneo (Piemonte) non lontano dal confine con la Liguria.

## Descrizione
Il monte Dubasso è collocato sulla cresta spartiacque tra la val Tanaro (a nord) e la valle del torrente Pennavaira (a sud), nel tratto compreso tra il monte Armetta e il monte Galero. Amministrativamente si trova sul confine tra i comuni di Alto e Ormea, entrambi in provincia di Cuneo. il colle San Bartolomeo di Ormea lo separa dal Monte Pesauto, situato poco ad est del Monte Armetta
Sulla cima del Dubasso sorgono ometti di pietrame ed una croce di vetta metallica che contiene, in una cassettina saldata alla base, un libro di vetta. Il panorama è molto ampio e comprende varie cime delle Alpi liguri; interessante anche il colpo d'occhio sulla piana di Albenga.

## Storia
Sulle pendici della montagna in epoca napoleonica ebbero una rustica sepoltura sotto alcuni massi i corpi delle vittime degli scontri armati avvenuti nella zona. Il luogo è oggi noto come Cimitero napoleonico ed è raggiungibile a partire dal Colle San Bartolomeo.

## Accesso alla cima

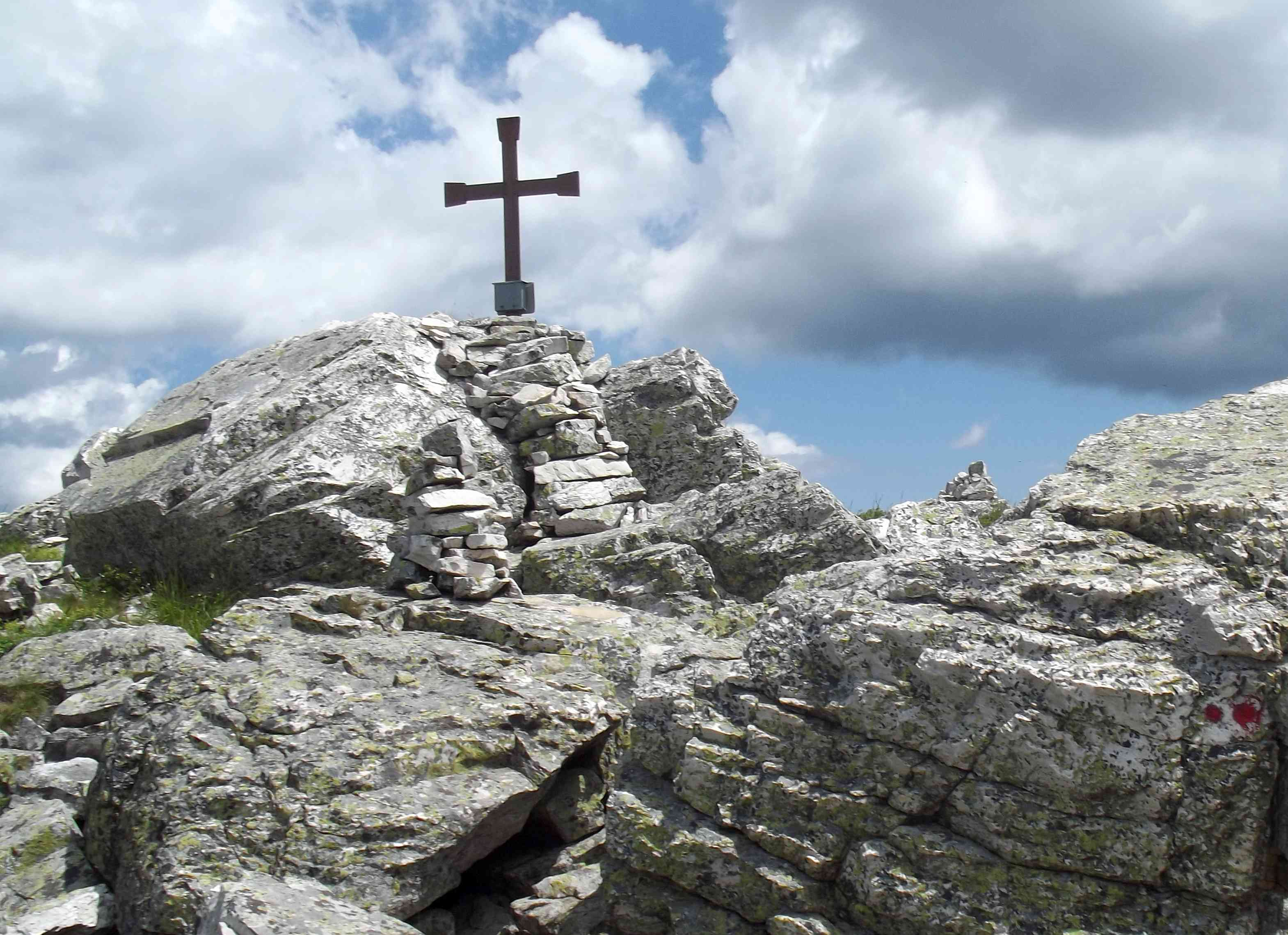
La croce di vetta

Si può salire al monte Dubasso dal Santuario della Madonna del Lago (situato a un paio di km dal centro di Alto) per un sentiero segnalato. L'itinerario è valutato di una difficoltà escursionistica E. La salita al Dubasso viene spesso completata con quella al non lontano monte Armetta.
Il percorso dell'Alta Via dei Monti Liguri transita in prossimità della cima sul lato val Tanaro.

### Cartografia
- Cartografia ufficiale italiana dell'Istituto Geografico Militare (IGM) in scala 1:25.000 e 1:100.000, consultabile on line
- Carta dei sentieri e dei rifugi scala 1:50.000 n. 15 Albenga, Alassio, Savona, Istituto Geografico Centrale - Torino